# Pfarrkirche Dobermannsdorf

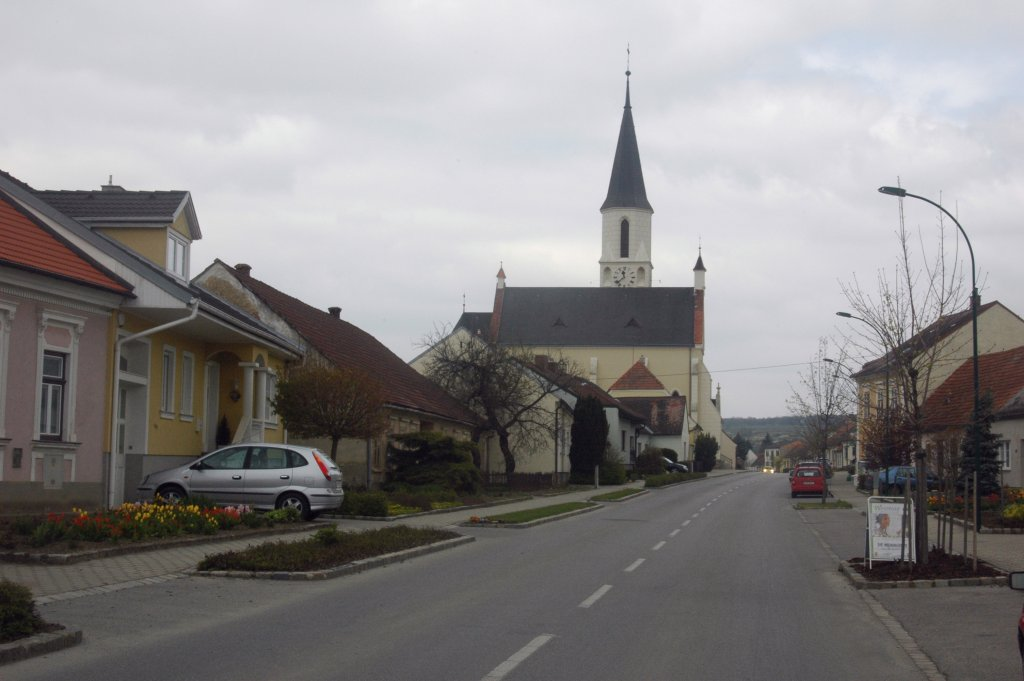
Katholische Pfarrkirche hl. Andreas in Dobermannsdorf

Die Pfarrkirche Dobermannsdorf steht im Osten des Ortes Dobermannsdorf in der Marktgemeinde Palterndorf-Dobermannsdorf im Bezirk Gänserndorf in Niederösterreich. Die unter dem Patronat des Apostels Andreas stehende römisch-katholische Pfarrkirche gehört zum Dekanat Zistersdorf im Vikariat Unter dem Manhartsberg der Erzdiözese Wien. Die Kirche und der ehemalige Friedhof stehen unter Denkmalschutz (Listeneintrag).

## Geschichte
Eine Pfarre wurde 1250 als Gründung der Liechtensteiner genannt.
Der Kirchenneubau wurde 1900/1901 an der Stelle der Vorgängerkirche mit einer Stiftung von Johannes II. Liechtenstein nach den Plänen des Architekten Karl Weinbrenner erbaut.

## Architektur
Der bemerkenswert einheitliche neugotische Kirchenbau an der Stelle einer älteren Kirche ist von einer Kirchhofmauer umgeben.
An das hohe Langhaus unter einem steilen Satteldach mit einem Dachreiter schließt ein niedrigerer eingezogener Chor an. Der vierseitige mächtige Westturm ist im obersten Geschoß mit spitzbogigen Nischen aufgebrochen und trägt darüber ein sich verjüngendes achteckiges Glockengeschoß mit einem steilen Spitzhelm.
Das Kircheninnere zeigt sich mit einem vierjochige Langhaus unter einem Kreuzgratgewölbe, hinter dem spitzbogigen Triumphbogen schließt ein einjochiger eingezogener Chor mit einem Fünfachtelschluss unter einem Kreuzgratgewölbe an.

## Ausstattung
Die Einrichtung ist einheitlich aus der Bauzeit. Die Altäre entstanden nach Entwürfen von Karl Weinbrenner.
Die Orgel bauten die Gebrüder Rieger 1901.